# 1-е Винниково
1-е Винниково — село в Курском районе Курской области России. Административный центр Винниковского сельсовета.

## География
Село находится в центральной части Курской области, в пределах южной части Среднерусской возвышенности, в лесостепной зоне, при автодороге 38Н-317, на расстоянии примерно 14 км (по прямой) к северо-востоку от города Курск, административного центра района и области. Абсолютная высота — 196 м над уровнем моря.

### Климат
Климат характеризуется как умеренно континентальный, с относительно жарким летом и умеренно холодной зимой. Среднегодовая температура воздуха — 5,5 °С. Средняя температура воздуха самого тёплого месяца (июля) — 18,7 °C (абсолютный максимум — 37 °С); самого холодного (января) — −9,3 °C (абсолютный минимум — −35 °С). Безморозный период длится около 152 дней. Среднегодовое количество атмосферных осадков составляет 587 мм, из которых 375 мм выпадает в период с апреля по октябрь. Снежный покров образуется в первой декаде декабря и держится в среднем 125 дней.
| Показатель                                                                     | Янв. | Фев. | Март | Апр. | Май  | Июнь | Июль | Авг. | Сен. | Окт. | Нояб. | Дек. | Год  |
| ------------------------------------------------------------------------------ | ---- | ---- | ---- | ---- | ---- | ---- | ---- | ---- | ---- | ---- | ----- | ---- | ---- |
| Средний суточный максимум, °C                                                  | −4,4 | −3,5 | 2,4  | 12,8 | 19,2 | 22,5 | 25,2 | 24,5 | 18   | 10,4 | 3,1   | −1,4 | 10,7 |
| Средняя температура, °C                                                        | −6,5 | −6   | −1,2 | 7,9  | 14,5 | 18,2 | 20,8 | 19,9 | 13,8 | 7    | 0,9   | −3,4 | 7,2  |
| Средний суточный минимум, °C                                                   | −9   | −9,1 | −5,3 | 2,3  | 8,8  | 12,7 | 15,6 | 14,7 | 9,5  | 3,7  | −1,5  | −5,6 | 3,1  |
| Норма осадков, мм                                                              | 51   | 44   | 46   | 50   | 60   | 69   | 72   | 55   | 60   | 59   | 46    | 49   | 661  |
| Источник: Погода по месяцам c ru.climate-data.org(дата обращения: Январь 2022) |      |      |      |      |      |      |      |      |      |      |       |      |      |

### Часовой пояс
Село 1-е Винниково, как и вся Курская область, находится в часовой зоне МСК (московское время). Смещение применяемого времени относительно UTC составляет +3:00.

## Население
| 2002 | 2010 |
| ---- | ---- |
| 237  | ↘223 |

### Половой состав
По данным Всероссийской переписи населения 2010 года, в половой структуре населения мужчины составляли 50,2 %, женщины — соответственно 49,8 %.

### Национальный состав
Согласно результатам переписи 2002 года, в национальной структуре населения русские составляли 97 %.

## Инфраструктура
Личное подсобное хозяйство. В селе 101 дом.

## Транспорт
1-е Винниково находится в 10,5 км от автодороги федерального значения Р298 (Курск — Воронеж — автомобильная дорога Р22 «Каспий»; часть европейского маршрута E 38), в 3 км от автодороги регионального значения 38К-016 (Курск — Касторное), при автодорогах межмуниципального значения 38Н-317 (38К-016 – 1-е Винниково – Липовец с подъездом к п. Малиновый) и 38Н-041 (1-е Винниково – Водяное), в 3,5 км от ближайшей ж/д станции Отрешково (линия Курск — 146 км).
В 128 км от аэропорта имени В. Г. Шухова (недалеко от Белгорода).